# Myceense maatschappij
Toen de Achaeërs zich blijvend hadden gevestigd op de Peloponnesus, ontwikkelde zich de Myceense beschaving. De Myceense beschaving had zijn eigen cultuur.
De Myceners waren krijgers en leefden in burchten. Het rijk was verdeeld in kleinere eenheden die ieder door een eigen potentaat werden bestuurd. De bevolking leefde vooral van de landbouw en de veeteelt. De economie dreef op de inkomsten gemaakt door plunderingen en handel. Daarvan werd voornamelijk de Minoïsche beschaving het slachtoffer.

## Staatsinrichting
Zoals al eerder is gezegd bestond het Myceense rijk uit verschillende kantons. Je kunt deze verdeling vergelijken met de Griekse stadstaten van latere perioden. Deze kantons werden bestuurd door koningen en vormden een soort feodaliteit. Zij zetelden in de hoofdplaatsen van de kantons. De Myceense heersers maakten voor hun administratie gebruik van een lettergreepschrift, het Lineair-B.
De hoofdplaatsen van de belangrijkste kantons waren: Pylos, Athene, Thebe, Tiryns, Mycene, Orchomenos en Iolkos. Veel van deze steden hadden binnen het kanton nog een of enkele satellietsteden van enig omvang.
De Myceense koningen baseerden hun macht in de eerste plaats op wapengeweld. Er werd weleens tussen verschillende Myceense vorsten gevochten, er waren echter ook tijden van vreedzame co-existentie.
De koningen van het Myceense rijk waren zeer rijk en machtig. Zij konden zich grote en prachtige paleizen veroorloven, die ze lieten bouwen boven op de burchten van belangrijke plaatsen zoals Mycene en Pylos. Hun rijkdom kwam ook tot uiting in de edelsmeedkunst, er werd veelvuldig gebruikgemaakt van goud en edelstenen zoals lapis lazuli en chalcedoon.
De meeste Myceners woonden in nederzettingen. Sommige van deze nederzettingen hadden ook een burcht ter bescherming van de burgers en het bestuur. Ook werden nederzettingen ommuurd om de mensen te beschermen.
De hoofdplaatsen van de belangrijkste kantons hadden vaak en burcht en een ommuring en relatief veel inwoners. De overige nederzettingen hadden vaak geen bescherming in de vorm van een muur of burcht. Wanneer er gevaar dreigde zocht men toevlucht bij een naburige stad met een burcht.

### Bouwkunst
- Myceense stedenbouw
- Myceense militaire architectuur
- Myceense paleizenbouw

## Economie
De Myceense economie dreef voornamelijk op de zeehandel. Al sinds het begin van de ontwikkeling van een bloeiende beschaving hadden de Myceners contact met het eiland Kreta, waar de Minoërs woonden. Toen de Myceense cultuur echt begon te floreren werd de zeehandel echt belangrijk en stimuleerde de bloei verder. Langs de noordoostelijke kusten van de Middellandse Zee werden handelsposten opgericht. De Myceners zaten op Sicilië en het zuiden van Italië, langs de Griekse en Turkse kusten – ze hadden onder andere contact met de Hettieten in Anatolië – en op de Cycladen. Ook hadden ze handelscontacten met Egypte, de Levant – waar onder andere de Mitanni leefden – en Cyprus.
De Myceners waren ook landbouwers. Ze hebben veel woeste grond in Griekenland ontgonnen – ze legden bijvoorbeeld ook moerassen droog. Op de ontgonnen grond werd akkerbouw en veeteelt bedreven. De belangrijkste gewassen waren: tarwe, gerst, olijven, druiven en specerijen. Ook de honingproductie was een belangrijk onderdeel van de Myceense landbouwcultuur. De Myceense veetelers hielden vooral schapen – vooral voor de wol – en in mindere mate geiten. Er werden ossen gehouden voor het ploegen en paarden voor de ruiterij (vooral voor de cavalerie van het leger). Het bouwland werd individueel beheerd, dus niet door grootgrondbezitters of koningen. De landbouwers woonden in en nabij nederzettingen.
Vooral de steden Mycene en Tiryns leefden ook van plunderen, het heffen van tol en piraterij. Er stroomde via deze drie wegen veel geld in de stadskas. Vooral de koning profiteerde hiervan.
Mycene is voor een korte periode een van de belangrijkste handelsnederzettingen van het Middellandse Zeegebied geweest, het had toen een rivaliserende concurrentiepositie met Phoenicië en Egypte.
De handel betrof onder andere de handel in landbouwproducten. De export betrof vooral olijfproducten, wijn en wol. Er werden verder ook bronzen wapens, sieraden en bepaalde gebruiksvoorwerpen die vaak van goud waren geëxporteerd.
Voor de bronzen wapens moest er echter wel eerst koper en tin worden geïmporteerd vanuit Noord- en Midden-Europa. Ook werden er goud en edelstenen geïmporteerd vanuit de Levant en Afrika.
De Myceense maatschappij was vooral gericht op specialisatie, iedereen had zijn eigen beroep. Zo verbouwde landbouwers slecht één soort gewas.
Er waren naast landbouwers ook mensen die in de nijverheid werkten, zij woonden in de dorpen en steden. Zo waren er pottenbakkers, brons- en goudsmeden, wevers, spinners en kleermakers, maar ook boogmakers en parfummakers. Zij werkten vooral in fabrieken of beter gezegd werkplaatsen.

## Godsdienst
Er is weinig zekerheid over de Myceense godsdienst. Pas laat in de periode van de Myceense beschaving verschenen er cultustempels. De Myceense beschaving had in ieder geval een polytheïstische godsdienst. De Myceners kenden de volgende goden: Poseidon, Zeus, Athene, Hera en Apollon en 'potnia' wat 'vrouw' betekent. Potnia zou één bepaalde godheid kunnen zijn geweest of een verzamelnaam voor meerdere goden.
De Myceense beschaving kende ook priesters. Zij deden aan het offeren van honing, etherische oliën, dieren en mensen. De Minoïsche beschaving had veel invloed op deze vorm van Myceense godenverering. De Myceners hebben onder andere dierenoffers, een Slangengodin, (goden)beelden van mannen en vrouwen en de verering van Zeus en Poseidon van hen overgenomen.
De Myceners hadden vaak een tekort aan tempels en andere religieuze gebouwen, omdat er te weinig plek was op de burchten. Daarom werden vaak kamers ingericht als altaren. In deze cultuskamers bevonden zich vaak beelden van goden, maar ook van mannen en vrouwen, zogenaamde idolen. Verder bevonden zich daar ook offeraltaren.

## Dodencultus

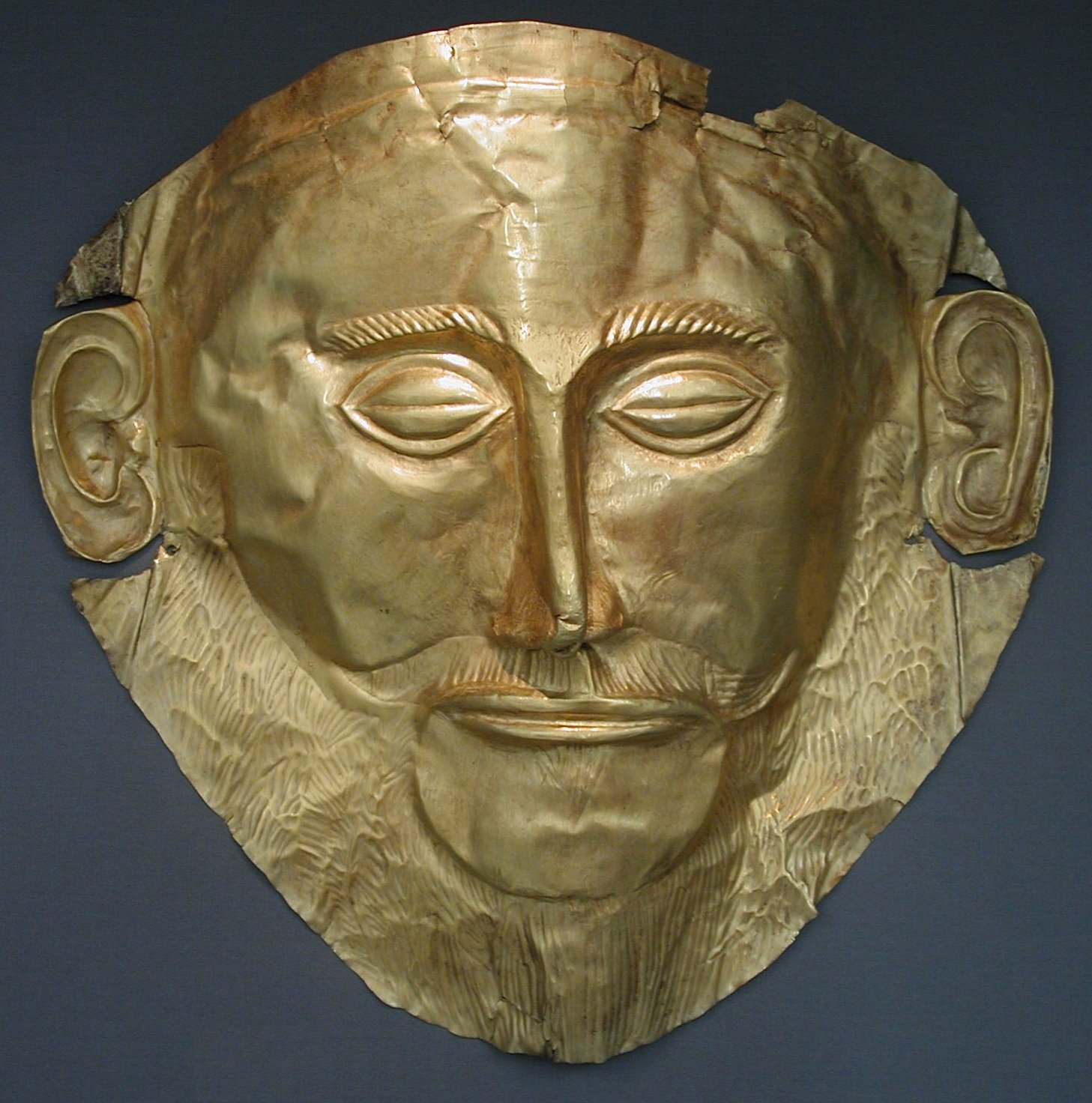
Een voorbeeld van een Myceens cultusvoorwerp: het Masker van Agamemnon, het is gevonden in Mycene en ligt nu in het Nationaal museum in Athene

In de Myceense beschaving speelde de dodencultus een belangrijke rol. Al in het begin van de beschaving ontstond er een belangrijke dodencultus. Deze eerste periode van de Myceense beschaving wordt ook wel de tijd der schachtgraven genoemd, omdat men toen de doden in schachtgraven begroef.
Later kwamen de koepelgraven en de eenvoudigere kamergraven op. De rijke grafcultus diende vooral om de doden te eren. Graven werden versierd en de doden kregen geschenken mee in hun graf. De Myceners wilde hun voorouders herinneren en hoe heldhaftiger, begaafde en meer geroemd ze waren, hoe beter ze hun best deden om dit te verwezenlijken. Zo kregen de grote koningen enorme graven met daarin voorwerpen van edelmetaal.
Enkele vorsten kregen gouden dodenmaskers mee naar hun laatste rustplaats. Een beroemd voorbeeld van zo'n dodenmasker is het Masker van Agamemnon (dat overigens niet van Agamemnon is).
Het is niet zeker of de Myceners geloofden dat de doden verder leefden in een hiernamaals.

### Grafarchitectuur
- Myceense grafarchitectuur